# Zugshunstite-(Ce)
La zugshunstite-(Ce) è un minerale la cui scoperta è stata pubblicata nel 2001 in seguito ad un ritrovamento avvenuto nell'Alum Cave Bluff, Parco nazionale delle Great Smoky Mountains, Tennessee, Stati Uniti d'America ed approvato dall'IMA. Il nome del minerale è stato attribuito in base alla località di ritrovamento, il termine "Tsu-g-shv-sdi" è il nome con cui sono chiamate le Great Smoky Mountains in Cherokee.

## Morfologia
La zugshunstite-(Ce) è stata scoperta sotto forma di aggregati di cristalli subparalleli di circa 1,5mm di diametro e di tozzi cristalli isolati leggermente allongati lungo [100] e larghi circa un mm.

## Origine e giacitura
La zugshunstite-(Ce) è stata trovata in una zona di terreno riparata da una roccia inclinata nell'Alum Cave Bluff. L'area in cui è posta  è molto piovosa. L'acqua piovana erode la roccia sovrastante costituita da fillade ricca di pirite e quindi si forma una soluzione ricca di solfati che cola lungo il lato inferiore della roccia dove evapora parzialmente, il resto cade sul terreno sottostante dove completa l'evaporazione. In questo ambiente, oltre alla zugshunstite-(Ce), sono state scoperte anche la coskrenite-(Ce) e la levinsonite-(Y). Questi minerali sono associati a minerali del gruppo dell'alotrichite.